# IV. Ráma thaiföldi király
IV. Ráma (Mongkut), teljes nevén Phra Bat Somdet Phra Poramenthramaha Mongkut Phra Chom Klao Chao Yu Hua (Thai: พระบาทสมเด็จพระปรเมนทรมหามงกุฎฯ พระจอมเกล้าเจ้าอยู่หัว), (1804. október 18. – 1868. október 1.) a Thaiföldön (Sziám) uralkodó Csakri-dinasztia negyedik királya volt, 1851-től 1868-ig uralkodott. Az ország egyik legnagyrabecsültebb királya volt.
Thaiföldön kívül a The King and I című film és musical, illetve az Anna és a király című film különböző feldolgozásaiból ismert, melyek Anna Leonowens Sziámban töltött éveiről írt naplója alapján készültek.
Uralkodása alatt Sziámban már a kezdetektől érezhető volt a nyugat terjeszkedő politikájának nyomása. Mongkut bevonta a nyugat fejlesztéseit országa modernizálására irányuló törekvéseibe, mind a technológia, mind a kultúra területén, amivel A tudományok és technológia atyja jelzőt vívta ki magának Sziámban.
Mongkut ismert volt még arról is, hogy testvérével, Chutamani herceggel, mint alkirállyal együtt uralkodott. Chutamanit 1851-ben koronázták meg Pinklao néven. Mongkut biztosította őt, hogy sajátjával egyenlő hatalomban részesíti. Mongkut uralkodásának idején egy sziámi nemesi család, a Bunnag (House of Bunnak) is elérte hatalmának tetőpontját, és a Csakri-dinasztia támogatásával Sziám legerősebb nemesi családjává vált.

## Korai évek
Mongkut király Isarasundhorn herceg, Buddha Jodfa Csulalok, az első Csakri király, és Bunreod hercegnő második gyermekeként született 1804-ben a Régi (Thonburi) Palotában. 1808-ban született meg következő testvére, Chutamani herceg. 1809-ben apját, Buddha Lötla Nabhalait II. Ráma néven királlyá koronázták, ekkor a család a Nagy Palotába költözött.

## Monostori élet és a Thammayut rend

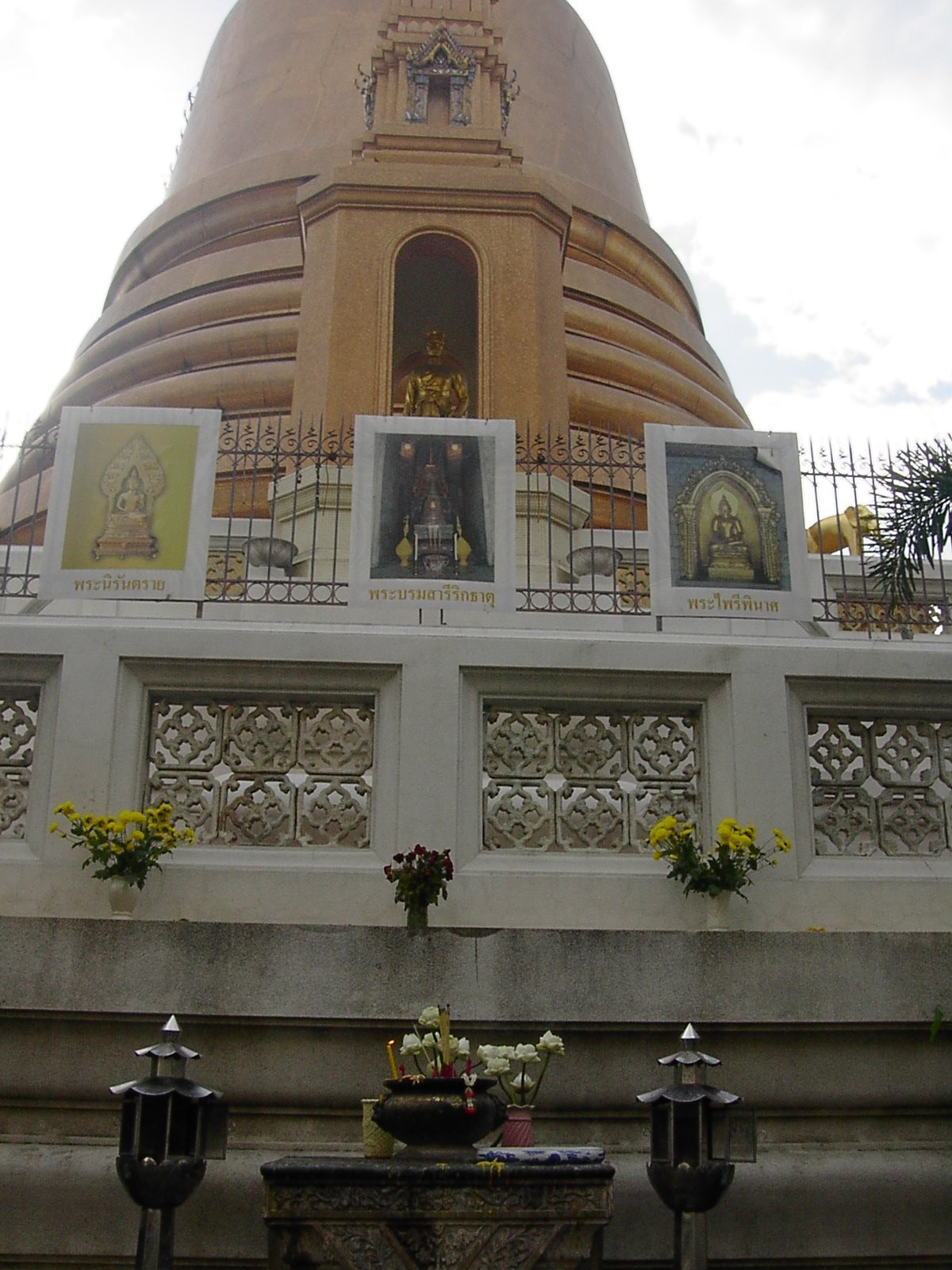
A Wat Bowonniwet Vihara Bangkokban, a falmélyedésben Mongkut szobrával

1824-ben 20 éves korában Mongkut buddhista szerzetesnek állt a sziámi hagyományoknak megfelelően, ahol a Vajirañāṇo nevet kapta. Ugyanabban az évben apja meghalt, és a trónöröklés tradíciói szerint Mongkutot kellett volna utódjaként megkoronázni, ám a nemesség Jessadabodindra herceget, Mongkut könnyebben befolyásolható féltestvérét juttatta trónra. Mongkut felfogta, hogy a trón megszerezhetetlen számára, így a politikai összetűzések elkerülése miatt inkább a kolostori életet választotta továbbra is. A királyi család egyik olyan tagjává vált, aki életét a vallásnak szentelte. Szerzetesként utazgatott az országban, és látta, hogy a Páli Kánon szabályait egyre lazábban kezelik a sziámi szerzetesek, akikkel találkozott, amit ő helytelenített. 1829-ben Phetchaburiban találkozott egy Buddhawangso nevű szerzetessel, aki még szigorúan követte a kánon előírásait, amiért Mongkut csodálta őt, és ez ösztönözte őt később vallási reformjaiban.
1833-ban beállt a Thammayut Nikayá-ba (Dhammayuttika Nikaya) vagy Thammayut szektába, mely a Théraváda buddhista szerzetesek rendje. Ez a rend erősen tartotta a kánoni szabályokat. A rend 1902-ben királyi elismertséget kapott Mongkut fia, Csulalongkorn által és a modern Thaiföld két főbb buddhista felekezetének egyike lett. 1836-ban Mongkut a Wat Bowonniwet Vihara buddhista templom első apátja lett, melyet mai napig a királyi család támogat. Szerzetesként töltött évei során megismerkedett a nyugati tudományokkal, latint és angolt tanult, valamint a misszionáriusoktól és tengerészektől csillagászatot is. Mongkut király később kitűnő angol tudásáról volt híres, bár azt mondják, fiatalabb testvére, Pinklao alkirály még jobban beszélte a nyelvet.

## Uralkodása

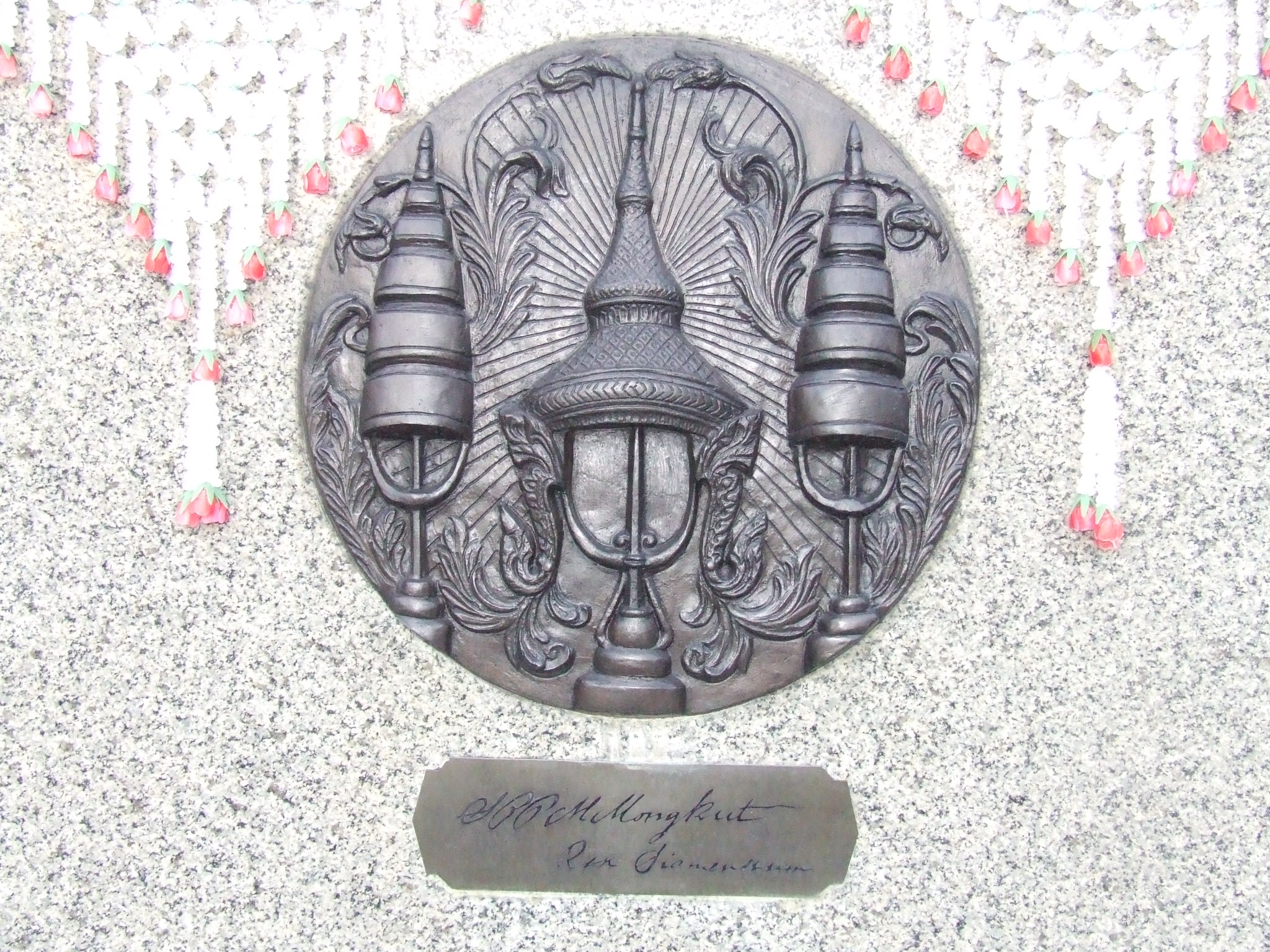
Mongkut király pecsétje és aláírása

A beszámolók különbözőképpen szólnak Jessadabodindra szándékairól a trónörökléssel kapcsolatban. Azonban az rögzített tény, hogy Jessadabodindra különböző okokra hivatkozva elutasította a trónról a királyi hercegeket. Mongkut herceget például azért, mert arra bátorította a szerzeteseket, hogy a Mon stílus szerint öltözzenek.
Néhányan azt állították, Jessadabodindra a trónját fiára, Annop hercegre kívánta hagyni, és hogy karkötőjét – ami Buddha Yodfa Chulaloke királytól öröklődött rá – a fiatal hercegnek adta. Azonban Dis Bunnak kicserélte azt egy hamisítványra, így a trónt nem örökölhette Annop herceg.
Mongkut herceget Dis Bunnak, Sziám egy meghatározó politikai személyisége, a Samuha Kalahom (miniszterelnök) támogatta, aki III. Ráma leghatalmasabb nemese volt. Bunnak még Jessadabodindra halála előtt elküldte egy emberét, hogy lebonyolítsa Mongkut hercegnek a szerzetességből való kilépési ceremóniáját. Az erőteljes nemesi támogatással Mongkut trónra kerülése biztosított volt.
27 évnyi szerzetesi élet után 1851-ben, 47 évesen koronázták meg Mongkut herceget Phra Chom Klao néven, bár a külföld számára továbbra is Mongkut király maradt. A brit és francia terjeszkedési politika fenyegetésének tudatában az új király sok újítást vezetett be országában. Elrendelte a nemesség körében, hogy viseljenek inget, amikor a palotába mennek, ami nyugati szemszögből azt mutatta, hogy Sziám nem barbár állam többé.
Mongkut asztrológiai kutatásai rámutattak arra, hogy testvére, Isaret herceg hozzá hasonlóan szerencsés volt, hogy király lehessen. Ezért Mongkut második királyként őt is megkoronázta Pinklao néven. Hercegként Pinklao híres volt több idegen nyelv ismeretéről. Mongkut a támogatóját, Dis Bunnakot is magas ranghoz juttatta, mint Somdet Chao Phraya Borom Maha Prayurawongse Dis Bunnak a nemesség által elérhető legmagasabb, a királlyal egyenlő rangot kapta meg, és Mongkut kormányzója lett. Dis Bunnak testvérét, Tat-ot Somdet Chao Phraya Borom Maha Pichaiyat rangra emelte és Bangkok kormányzójává tette. Ennek eredményeképpen a közigazgatási hatalom a két Bunnak testvér kezében volt.
Koronázása után Mongkut elvette első feleségét, Somanat királynőt, azonban ő még abban az évben meghalt. Ezután fél-unokahúgát, Mom Chao Rampoei Siriwongse-t, későbbi nevén Debsirindra királynőt vette el.

### Shan támadások
1849-ben Kengtung Shan tartományában és a Chiang Hung királyságban felfordulások voltak a meggyengült burmai befolyás miatt. A két állam egymás ellen harcolt, és Chiang Hung sziámi támogatást kért. Jessadabodindra meglátta a lehetőséget a két Shan állam feletti irányítás megszerzéséhez, azonban 1851-ben meghalt. 1852-ben Chiang Hung újra segítséget kért. Mongkut sziámi csapatokat küldött északra, de a seregek nehézségekbe ütköztek a hegyek közötti előrejutásban. 1855-ben újra elindultak és el is érték Kengtungot, majd 21 napon át ostromolták. Végül a sereg készletei kimerültek és visszafordulni kényszerült.

### Kulturális reformok
1852-ben angol és amerikai hittérítők özöne indult Sziámba, amikor Mongkut megbízta őket, hogy angol nyelvet tanítsanak a királyi család gyermekeinek. Nyugati zsoldosokat is országába hívott, hogy a sziámi csapatokat megtanítsák a nyugati stílusra. Bangkokban az amerikai Dan Beach Bradley megújította a nyomdatechnikát és beindította Sziám első lapját, a Bangkok Recorder kiadását. A tanítás céljából hívott hittérítők gyakran ütköztek nehézségekbe, amikor vallási tárgyú beszélgetésekbe keveredtek. Feljegyezték, amikor Mongkut király egy alkalommal így szólt egy keresztény hittérítő baráthoz: „Amikor azt tanítod nekünk, mit tegyünk, az csodálatra méltó, de amikor azt tanítod, miben higgyünk, az ostobaság”.
Mongkut király nem szándékozott feladni Sziám hagyományos kultúráját. 1852-ben elrendelte, hogy a palota nemesei felsőruházatot viseljenek. Korábban a sziámi nemeseknek tiltott volt inget hordani, hogy ne rejthessenek fegyvert maguknál, így meztelen felsőtesttel járulhattak csak a király elé. Ezt a gyakorlatot a nyugatiak kritizálták, ezért Mongkut véget vetett neki.
Mongkut úttörő volt a különböző templomok rehabilitációjában is. Bevezette a Mekak (มาฆบูชา) fesztivált a harmadik holdhónap teliholdjának idején, hogy ezzel ünnepeljék Buddha fő elveinek (dharma) kinyilatkoztatását. Szintén ő indítványozta a Tripitaka átszerkesztését a théraváda buddhizmus hagyományai szerint. Természetesen a thammayut rendet is ő tette a théraváda hivatalos ágává.
A király a női jogokat is előremozdította Sziámban. Nagy számú ágyast mentett fel szolgálatából, hogy azok saját férjet találjanak maguknak. Megtiltotta a kényszerházasságot minden faj számára, illetve a feleségek eladását adósság megfizetésének fejében.
Az előtte uralkodó királlyal, Jessadabodindrával ellentétben Mongkut nem tartotta fontosnak követeket küldeni a Csing-dinasztiához. Az utolsó küldöttek 1853-ban indultak el és Mongkut végül beszüntette ezeket, mert ez Sziámnak a Csing-dinasztia iránti alávetettségét fejezte volna ki és mert a Csing uralkodók akkoriban nem voltak olyan hatalmasok, lévén a nyugati erők őket is fenyegették.

### A Bowring-egyezmény

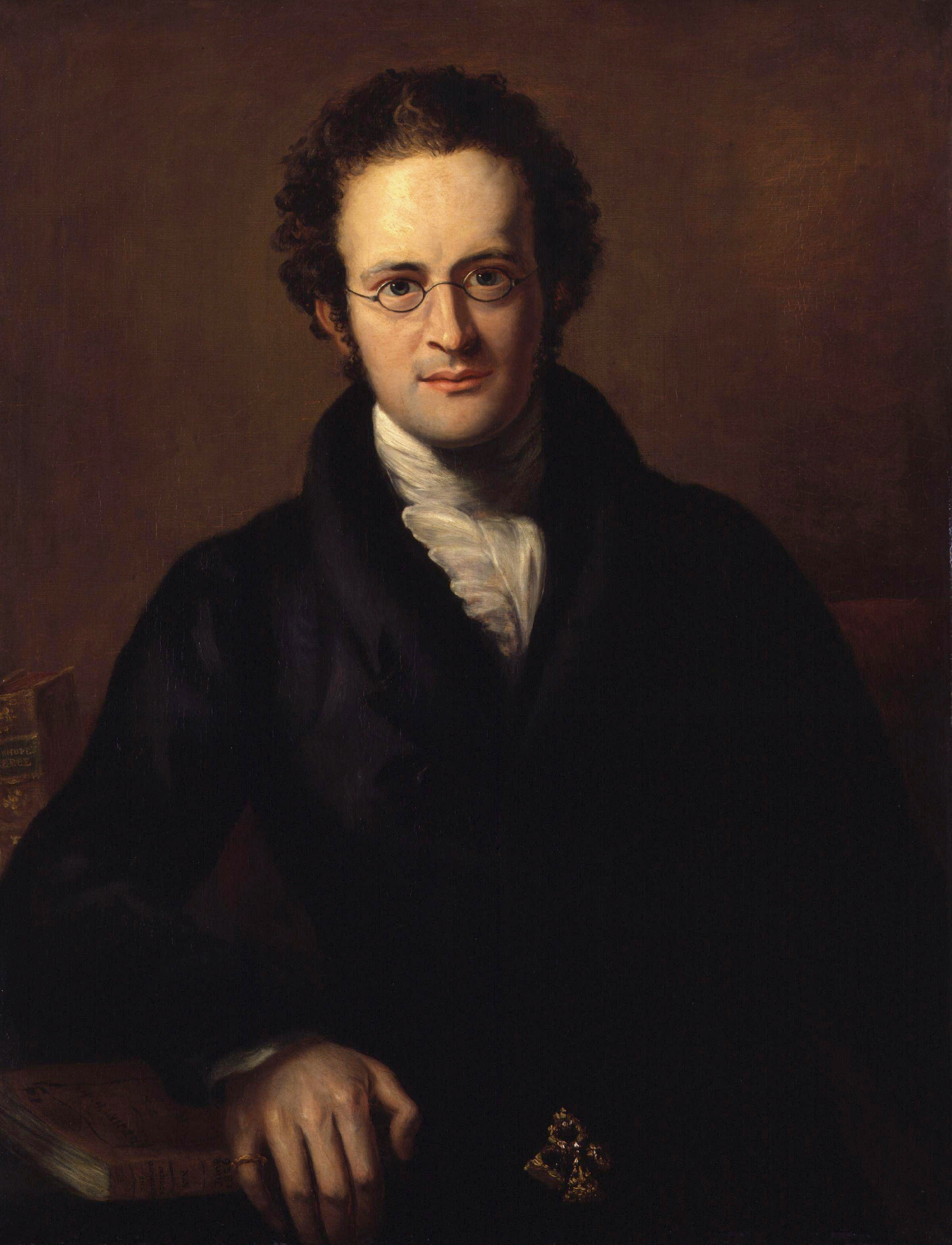
John Bowring

1854-ben John Bowring, Hongkong kormányzója Viktória brit királynő nevében Sziámba utazott egy egyezmény megkötésére. Sziámnak ekkor fennállása óta először komolyan kellett vennie a nemzetközi törvényeket. Prayurawongse tárgyalt Sziám nevében. Ennek eredménye volt a Bowring-egyezmény, mely egyenlőtlen feltételeket szabott meg a Brit Birodalom javára. Az egyezmény alaptétele a Királyi Raktár (พระคลังสินค้า) megszüntetése volt Bangkok akkori fővárosában, Ajutthajában, ami akkoriban a külföldi kereskedelem monopóliuma volt. A Királyi Raktár volt Ajutthaja gazdagságának forrása, mivel ott gyűlt össze a külföldi kereskedők adója – beleértve a gályák szélessége után fizetendő adót és a tizedet is. A nyugati árucikkeknek több vámhatáron is át kellett menniük, mielőtt a sziámi néphez jutottak volna.
Az európaiak természetesen hosszú időn át próbálták megtörni ezt a monopolhelyzetet komolyabb eredmények nélkül. A sziámi népnek komoly büntetéssel kellett szembenéznie, ha külföldiekkel kereskedtek. Az adókat részben lecsökkentették a Burney egyezmény keretében. Azonban a 19. századi liberalista világban ilyen egyenlőtlen, a kormány által befolyásolt kereskedelem alig létezett.
A kereskedelmi korlátozások megszüntetése szabad kereskedelmet hozott létre Sziámban. Az import adója 3%-ra csökkent és csak egyszer kellett megfizetni. Ez persze arculcsapás volt a nemzeti jövedelemnek. Mégis ez vezetett a kereskedelmi szektor drámai növekedéséhez, mivel a közönséges embereknek is hozzáférhetővé vált a nemzetközi kereskedés. Sziámban azelőtt sosem termelt a mezőgazdaság export célokra. Bowring ideje előtt azokat, akik rizst adtak el külföldieknek, kivégezték árulásért. Az emberek ekkor igyekeztek felvásárolni hatalmas, azelőtt üres területeket rizs termesztés céljára és a verseny végül azt eredményezte, hogy a földek a nemesség kezébe kerültek.
A Bowring-egyezménynek jogi vonzata is volt. Az igazságszolgáltatásban működő Nakorn Bala szörnyű kínzási módszereinek ismeretében a nyugatiak nem vágytak ilyen mértékű meghurcolásra. A britek Sziámban az angol törvények elbírálása alá estek, és a Brit Birodalomban élő sziámiak szintén.
További egyezmények születtek még a nemzeti bevétel és a jog területén. A Bowring-egyezmény természetesen gazdasági és társadalmi forradalomnak tekinthető Sziám számára. Mongkut uralkodása alatt hatalmas kereskedelmi tevékenység indult el a kezdetekben, ami 1860-ban a pénzverés bevezetését indukálta. Sziám első ipara a rizsőrlés és cukorgyártás volt. Az infrastruktúra is fejlődött, például az utak kövezése és csatornázás a közlekedés miatt, illetve a vízhálózat az ültetvények működtetéséhez.

### Anna Leonowens

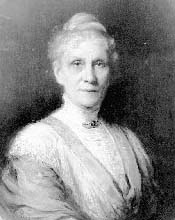
Anna Leonowens

1862-ben a Szingapúrban élő Tan Kim Ching ajánlására egy Anna Leonowens nevű angol nőt hívtak az országba, aki később nagy vita okozója volt Thaiföldön. Még mindig vitatott, hogy milyen mértékben befolyásolta Mongkut fiának, Csulalongkorn hercegnek a világnézetét, aki a következő uralkodója volt Sziámnak. Mrs. Leonowens története adta az ötletet Richard Rogers és Oscar Hammerstein II The King and I című musicaljéhez, illetve az ugyanilyen vagy Anna és a király címen készített hollywoodi filmekhez. Ezeket a műveket helytelen történelmi tartalmuk és Mongkut király iránti tiszteletlenségük feltételezése miatt hosszabb-rövidebb időkre betiltották Thaiföldön, mivel a thai kormány és a nép is a király és a monarchia elleni sértésként vette azokat. Ennek helyesbítésére két ismert thai személyiség, Seni és Kukrit Pramoj 1948-ban megírták a The King of Siam Speaks című művet. A kéziratot elküldték az amerikai politikus és diplomata Abbot Low Moffatnak, aki bedolgozta azt az 1961-ben írt Mongkut the King of Siam című biográfiájába. Moffat a kéziratot az Egyesült Államok Kongresszusi Könyvtárának ajándékozta 1961-ben.
Anna azt állította, hogy a Csulalongkorn herceggel az emberi szabadságjogokról folytatott beszélgetései, és a Tamás bátya kunyhója című mű megismertetése a herceggel ösztönözték a későbbi uralkodót arra, hogy majdnem 40 évvel később eltörölje a rabszolgaságot. Azt tudni kell, hogy a Sziámban fennállt rabszolgarendszer nagyban különbözött az Egyesült Államokbeli rendszertől, ahol a rabszolgaság faji különbségeket alapult. Thaiföldön a szolgaság gyakran önkéntes volt és gazdasági körülményekből adódott. Azokat, akik kínozták szolgáikat, Sziámban megbüntették, és egyes rabszolgák meg is válthatták szabadságukat. A nyugati tudósok és megfigyelők is megállapították, hogy a sziámi rabszolgákat jobban tartották, mint az európai szolgákat.

## Halála és öröksége
Az asztrológia mindig is érdekelte Mongkutot. 1868-ban meghívta Sir Harry Ordot, a Straits Settlements kormányzóját Szingapúrból, valamint francia asztrológusok és tudósok egy csoportját. A meghívás célja volt, hogy együtt nézzék meg augusztus 18-án a teljes napfogyatkozást, melynek bekövetkezését Mongkut király nagyjából két évvel korábban számított ki, a saját szavaival élve „Keleti Greenwich hosszúság 99 fok 42' és Északi szélesség 11 fok 39'” koordinátákon. A helyszín Wakor faluban volt Prachuap Khiri Khan tartományban, Dél-Bangkokban. A király számításai pontosnak bizonyultak, de az odautazás során a király és fia, Csulalongkorn is maláriával fertőződött meg. Mongkut hat héttel később meghalt a fővárosban, és trónján Csulalongkorn követte őt, aki túlélte a fertőzést.
1868-ban a külföldiek újra ellepték Sziámot. Ezúttal új gyarmatosítási rendszerrel érkeztek. Mongkut király indította el a tradicionális Sziám reformjait és modernizálását, amivel Sziám kivívta az elismerést és teljes jogú nemzetté vált. A nyugati fenyegetés nagy méreteket öltött később fia uralkodása során.
A népszerű Anna és a király című történet ellenére Mongkut király sosem ajánlott harci elefántokat Abraham Lincoln elnöknek az amerikai polgárháború idején a Konföderáció erői ellen. Ami valóban megtörtént, hogy néhány háziasított elefántot küldött James Buchanan elnöknek teherhordás illetve közlekedés céljára. A királyi levélnek, amit Mongkut még a polgárháború kitörése előtt írt, eltartott egy ideig, míg eljutott Washingtonba, és mire odaért, Buchanan elnök már nem volt hivatalban. Lincolnt megkérdezték, mire jók az elefántok, mire ő azt felelte, nem tudja, hacsak nem lázadás leverésére. Lincoln, miután az Egyesült Államok elnöke lett, válaszlevelet küldött Mongkut királynak, melyben tisztelettel visszautasította az ajánlatot.

## Fordítás
Ez a szócikk részben vagy egészben  a   Mongkut című angol Wikipédia-szócikk fordításán alapul.  Az eredeti cikk szerkesztőit annak laptörténete sorolja fel. Ez a jelzés csupán a megfogalmazás eredetét és a szerzői jogokat jelzi, nem szolgál a cikkben szereplő információk forrásmegjelöléseként.